# Rajdowe mistrzostwa świata WRC-3

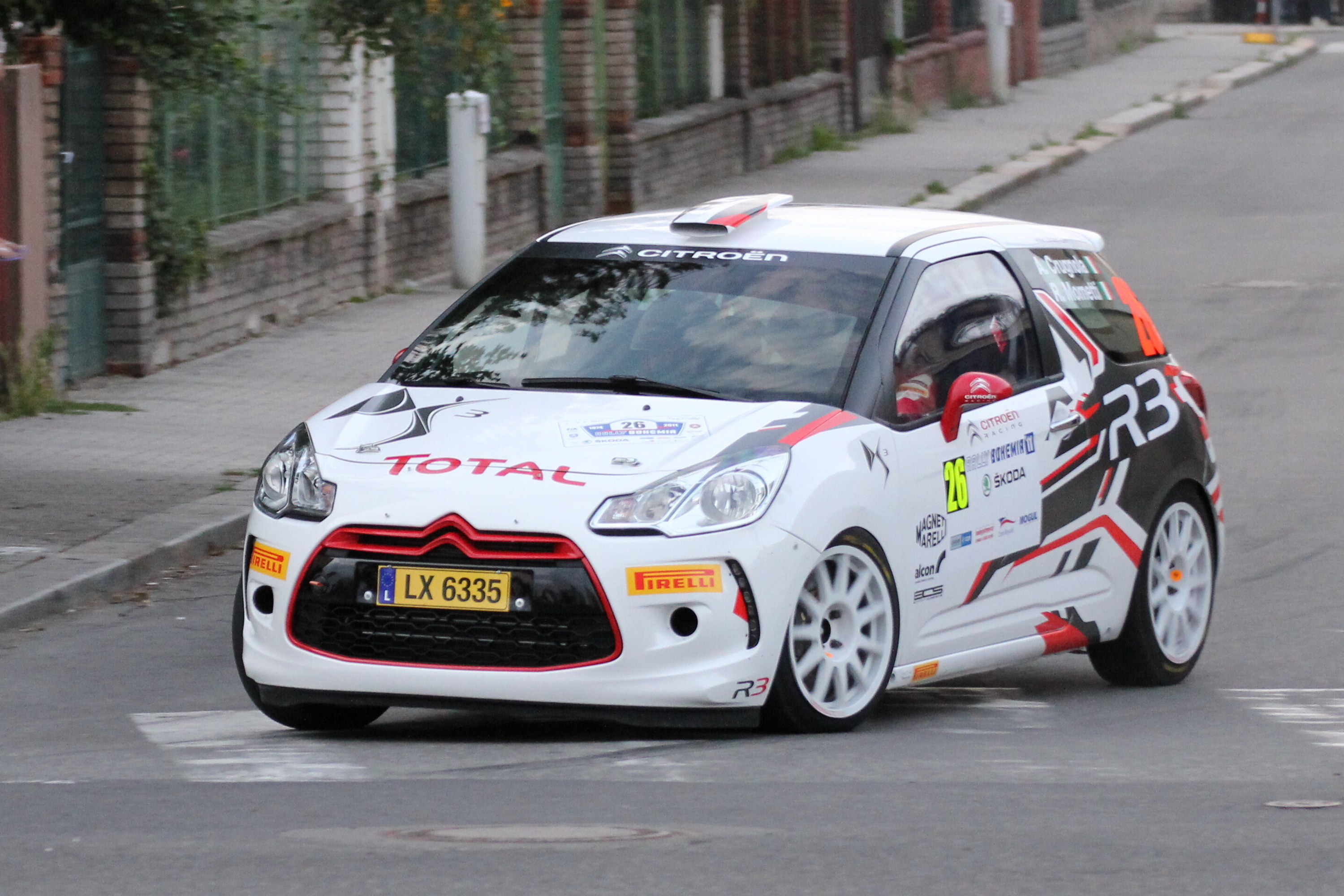
Citroën DS3 R3

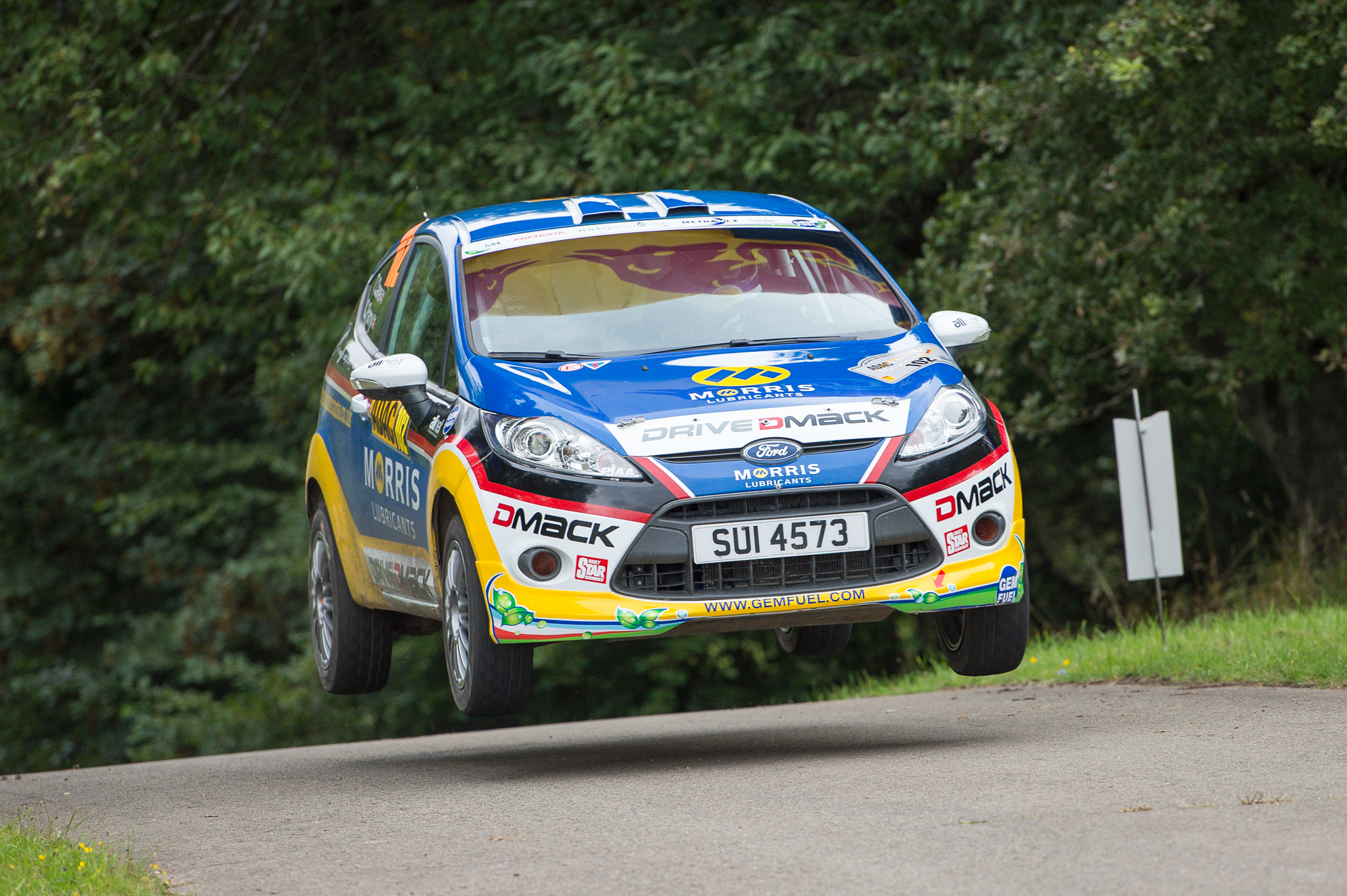
Ford Fiesta R2

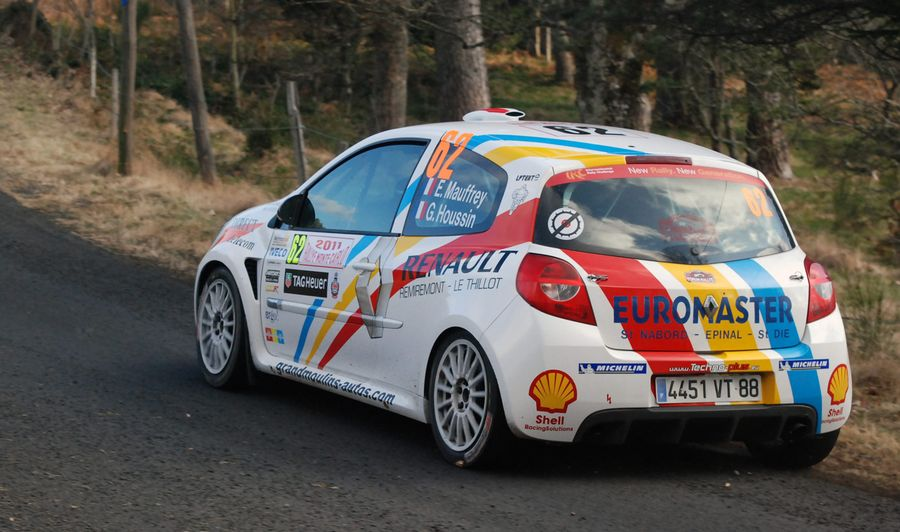
Renault Clio RS R3T

Rajdowe samochodowe mistrzostwa świata WRC-3 (World Rally Championship-3), (skr. WRC-3) – to towarzysząca seria Rajdowym samochodowe mistrzostwom świata klasy WRC, trzecia najwyższa kategoria rywalizacji w rajdach samochodowych, wcześniej znane jako Mistrzostwa Świata dla kierowców samochodów produkcyjnych (PWRC – ang. Production World Rally Championship). Rajdy w tej klasie odbywają się na tych samych etapach co WRC. WRC-3 jest ograniczony do samochodów produkowanych na podstawie homologacji zgodnie z zasadami grup: R1, R2 i R3. Seria rozpoczęła się w 2002 zastępując FIA Group N Rally Championship, która była przeznaczona dla samochodów z grupy N, która jeszcze wcześniej zastąpiła serię FIA Cup for Production Rally Drivers.
Samochody startujące w tej klasie (2017 r.):
- Ford Fiesta R2T
- Peugeot 208 R2
- Citroën DS3 R3T
- Renault Clio RS R3T
- Ford Fiesta R2

## Wyniki WRC-3
| Rok                                  | Mistrz WRC-3         | Samochód                                       | Drugie miejsce          | Samochód                                 | Trzecie miejsce      | Samochód                                             |
| WRC-3                                | WRC-3                | WRC-3                                          | WRC-3                   | WRC-3                                    | WRC-3                | WRC-3                                                |
| ------------------------------------ | -------------------- | ---------------------------------------------- | ----------------------- | ---------------------------------------- | -------------------- | ---------------------------------------------------- |
| 2024                                 | Diego Dominguez Jr.  | Ford Fiesta Rally3                             | Mattéo Chatillon        | Ford Fiesta Rally3                       | Romet Jürgenson      | Ford Fiesta Rally3                                   |
| 2023                                 | Roope Korhonen       | Ford Fiesta Rally3                             | Diego Dominguez Jr.     | Ford Fiesta Rally3                       | Jason Bailey         | Ford Fiesta Rally3                                   |
| WRC-3 Open                           |                      |                                                |                         |                                          |                      |                                                      |
| 2022                                 | Lauri Joona          | Ford Fiesta Rally3                             | Sami Pajari             | Ford Fiesta Rally3                       | Jan Černý            | Ford Fiesta Rally3                                   |
| WRC-3                                |                      |                                                |                         |                                          |                      |                                                      |
| 2021                                 | Yohan Rossel         | Citroën C3 Rally2                              | Kajetan Kajetanowicz    | Škoda Fabia R5 Evo                       | Emil Lindholm        | Škoda Fabia R5 Evo                                   |
| 2020                                 | Jari Huttunen        | Hyundai i20 R5                                 | Marco Bulacia Wilkinson | Citroën C3 R5                            | Kajetan Kajetanowicz | Škoda Fabia R5 Evo                                   |
| 2018                                 | Enrico Brazzoli      | Peugeot 208 R2                                 | Taisko Lario            | Peugeot 208 R2                           | Emil Bergkvist       | Ford Fiesta R2T                                      |
| 2017                                 | Nil Solans           | Ford Fiesta R2T                                | Raphaël Astier          | Peugeot 208 R2                           | Nicolas Ciamin       | Ford Fiesta R2T                                      |
| 2016                                 | Simone Tempestini    | Citroën DS3 R3T                                | Michel Fabre            | Citroën DS3 R3T                          | Fabio Andolfi        | Peugeot 208 R2                                       |
| 2015                                 | Quentin Gilbert      | Citroën DS3 R3T                                | Ole Christian Veiby     | Citroën DS3 R3T                          | Simone Tempestini    | Citroën DS3 R3T                                      |
| 2014                                 | Stéphane Lefebvre    | Citroën DS3 R3T                                | Alastair Fisher         | Citroën DS3 R3T                          | Martin Koči          | Citroën DS3 R3T                                      |
| 2013                                 | Sébastien Chardonnet | Citroën DS3 R3T                                | Keith Cronin            | Citroën DS3 R3T                          | Quentin Gilbert      | Citroën DS3 R3T                                      |
| PWRC                                 |                      |                                                |                         |                                          |                      |                                                      |
| 2012                                 | Benito Guerra        | Mitsubishi Lancer Evo X                        | Marcos Ligato           | Subaru Impreza WRX STi                   | Wałerij Gorbań       | Mitsubishi Lancer Evo IX                             |
| 2011                                 | Hayden Paddon        | Subaru Impreza WRX STi                         | Patrik Flodin           | Subaru Impreza WRX STi                   | Michał Kościuszko    | Mitsubishi Lancer Evo X                              |
| 2010                                 | Armindo Araújo       | Mitsubishi Lancer Evo X                        | Patrik Flodin           | Subaru Impreza WRX STi                   | Hayden Paddon        | Mitsubishi Lancer Evo X                              |
| 2009                                 | Armindo Araújo       | Mitsubishi Lancer Evo IX                       | Martin Prokop           | Mitsubishi Lancer Evo IX                 | Nasser Al-Attiyah    | Subaru Impreza WRX STi                               |
| 2008                                 | Andreas Aigner       | Mitsubishi Lancer Evo IX                       | Juho Hänninen           | Mitsubishi Lancer Evo IX                 | Jari Ketomaa         | Subaru Impreza WRX STi                               |
| 2007                                 | Toshi Arai           | Subaru Impreza WRX STi                         | Gabriel Pozzo           | Mitsubishi Lancer Evo IX                 | Mark Higgins         | Mitsubishi Lancer Evo IX                             |
| 2006                                 | Nasser Al-Attiyah    | Subaru Impreza WRX STi                         | Fumio Nutahara          | Mitsubishi Lancer Evo IX                 | Mirco Baldacci       | Mitsubishi Lancer Evo IX                             |
| 2005                                 | Toshi Arai           | Subaru Impreza WRX STi                         | Nasser Al-Attiyah       | Subaru Impreza WRX STi                   | Marcos Ligato        | Subaru Impreza WRX STi                               |
| 2004                                 | Niall McShea         | Subaru Impreza WRX STi                         | Toshi Arai              | Subaru Impreza WRX STi                   | Jani Paasonen        | Mitsubishi Lancer Evo VII                            |
| 2003                                 | Martin Rowe          | Subaru Impreza WRX STi                         | Toshi Arai              | Subaru Impreza WRX STi                   | Stig Blomqvist       | Subaru Impreza WRX STi                               |
| 2002                                 | Karamjit Singh       | Proton Pert                                    | Kristian Sohlberg       | Mitsubishi Lancer Evo VII                | Ramón Ferreyros      | Mitsubishi Lancer Evo VII                            |
| FIA Cup for Production Rally Drivers |                      |                                                |                         |                                          |                      |                                                      |
| 2001                                 | Gabriel Pozzo        | Mitsubishi Lancer Evo VI                       | Gustavo Trelles         | Mitsubishi Lancer Evo VI                 | Manfred Stohl        | Mitsubishi Lancer Evo VI                             |
| 2000                                 | Manfred Stohl        | Mitsubishi Lancer Evo VI                       | Gustavo Trelles         | Mitsubishi Lancer Evo VI                 | Gabriel Pozzo        | Mitsubishi Lancer Evo VI                             |
| 1999                                 | Gustavo Trelles      | Mitsubishi Lancer Evo V / Evo VI               | Hamed Al-Wahaibi        | Mitsubishi Lancer Evo V / Evo VI         | Toshi Arai           | Subaru Impreza WRX                                   |
| 1998                                 | Gustavo Trelles      | Mitsubishi Lancer Evo IV / Evo V               | Manfred Stohl           | Mitsubishi Lancer Evo III / Evo V        | Luís Climent         | Mitsubishi Lancer Evo III / Evo IV / Proton Wira 4WD |
| 1997                                 | Gustavo Trelles      | Mitsubishi Lancer Evo III                      | Luís Climent            | Mitsubishi Lancer Evo III / Evo IV       | Manfred Stohl        | Mitsubishi Lancer Evo III / Evo IV                   |
| 1996                                 | Gustavo Trelles      | Mitsubishi Lancer Evo III / Subaru Impreza WRX | Uwe Nittel              | Mitsubishi Lancer Evo III                | Pascal Smets         | Mitsubishi Lancer Evo III                            |
| 1995                                 | Rui Madeira          | Mitsubishi Lancer Evo II                       | Jorge Recalde           | Mitsubishi Lancer Evo II                 | Isolde Holderied     | Mitsubishi Lancer Evo II                             |
| 1994                                 | Jesús Puras          | Ford Escort RS Cosworth                        | Isolde Holderied        | Mitsubishi Lancer Evo I / Evo II         | Jorge Recalde        | Mitsubishi Lancer RS / Evo II                        |
| 1993                                 | Alex Fassina         | Mazda 323 GTR                                  | António Coutinho        | Ford Escort RS Cosworth                  | Jarmo Kytölehto      | Mitsubishi Galant VR-4                               |
| 1992                                 | Grégoire De Mévius   | Nissan Sunny GTI-R                             | Hiroshi Nishiyama       | Nissan Sunny GTI-R                       | Carlos Menem Jr.     | Lancia Delta HF Integrale                            |
| 1991                                 | Grégoire De Mévius   | Mazda 323 GTX                                  | Fernando Capdevila      | Ford Sierra RS Cosworth 4x4              | Carlos Menem Jr.     | Ford Sierra RS Cosworth 4x4                          |
| 1991                                 | Grégoire De Mévius   | Mazda 323 GTX                                  | Fernando Capdevila      | Ford Sierra RS Cosworth 4x4              | Piergiorgio Bedini   | Lancia Delta Integrale 16V / Volkswagen Golf GTi 16V |
| 1990                                 | Alain Oreille        | Renault 5 GT Turbo                             | Gustavo Trelles         | Lancia Delta Integrale 16V               | Tommi Mäkinen        | Mitsubishi Galant VR-4                               |
| 1989                                 | Alain Oreille        | Renault 5 GT Turbo                             | Grégoire De Mévius      | Mazda 323 4WD                            | Gustavo Trelles      | Lancia Delta Integrale 16V                           |
| 1988                                 | Pascal Gaban         | Mazda 323 4WD                                  | Jorge Recalde           | Lancia Delta Integrale                   | Giovanni Del Zoppo   | Lancia Delta Integrale                               |
| 1987                                 | Alex Fiorio          | Lancia Delta HF Integrale                      | Ove Olofsson            | Lancia Delta HF 4WD / Audi Coupé Quattro | Bertrand Balas       | Lancia Delta HF 4WD                                  |
| 1987                                 | Alex Fiorio          | Lancia Delta HF Integrale                      | Ove Olofsson            | Lancia Delta HF 4WD / Audi Coupé Quattro | Sören Nilsson        | Audi Coupé Quattro                                   |
| 1987                                 | Alex Fiorio          | Lancia Delta HF Integrale                      | Ove Olofsson            | Lancia Delta HF 4WD / Audi Coupé Quattro | Claude Balesi        | Renault 5 GT Turbo                                   |
| 1987                                 | Alex Fiorio          | Lancia Delta HF Integrale                      | Ove Olofsson            | Lancia Delta HF 4WD / Audi Coupé Quattro | Evangelos Gallo      | Toyota Corolla GT                                    |
| 1987                                 | Alex Fiorio          | Lancia Delta HF Integrale                      | Ove Olofsson            | Lancia Delta HF 4WD / Audi Coupé Quattro | Fredrik Donner       | Subaru RX Turbo                                      |
| 1987                                 | Alex Fiorio          | Lancia Delta HF Integrale                      | Ove Olofsson            | Lancia Delta HF 4WD / Audi Coupé Quattro | Franco Cunico        | Lancia Delta HF 4WD                                  |
| 1987                                 | Alex Fiorio          | Lancia Delta HF Integrale                      | Ove Olofsson            | Lancia Delta HF 4WD / Audi Coupé Quattro | George Donaldson     | Ford Sierra RS Cosworth                              |

## Źródło
- o WRC-3 na oficjalnej stronie WRC. wrc.com. [dostęp 2017-11-08]. (ang.).